# Stazione meteorologica di Pietra Ligure
La stazione meteorologica di Pietra Ligure è la stazione meteorologica di riferimento relativa alla località di Pietra Ligure.

## Coordinate geografiche
La stazione meteorologica si trova nell'Italia nord-occidentale, in Liguria, in provincia di Savona, nel comune di Pietra Ligure, a 26 metri s.l.m. e alle coordinate geografiche 44°09′N 8°16′E.

## Dati climatologici
In base alla media trentennale di riferimento 1961-1990, la temperatura media del mese più freddo, gennaio, si attesta a +9,1 °C; quella dei mesi più caldi, luglio e agosto, è di +23,4 °C.
Le precipitazioni medie annue si aggirano tra i 750 e gli 800 mm, distribuite mediamente in 63 giorni, con minimo in estate e picco in autunno .
| Pietra Ligure                      | Mesi   | Mesi   | Mesi   | Mesi   | Mesi   | Mesi   | Mesi   | Mesi   | Mesi   | Mesi   | Mesi   | Mesi   | Stagioni | Stagioni | Stagioni | Stagioni | Anno |
| Pietra Ligure                      | Gen    | Feb    | Mar    | Apr    | Mag    | Giu    | Lug    | Ago    | Set    | Ott    | Nov    | Dic    | Inv      | Pri      | Est      | Aut      | Anno |
| ---------------------------------- | ------ | ------ | ------ | ------ | ------ | ------ | ------ | ------ | ------ | ------ | ------ | ------ | -------- | -------- | -------- | -------- | ---- |
| T. max. media (°C)                 | 12,0   | 12,7   | 14,1   | 16,9   | 19,9   | 23,5   | 26,6   | 26,6   | 24,3   | 21,1   | 16,2   | 13,2   | 12,6     | 17,0     | 25,6     | 20,5     | 18,9 |
| T. min. media (°C)                 | 6,1    | 6,7    | 8,2    | 10,7   | 13,9   | 17,4   | 20,3   | 20,3   | 17,8   | 14,3   | 10,0   | 7,1    | 6,6      | 10,9     | 19,3     | 14,0     | 12,7 |
| Precipitazioni (mm)                | 81     | 98     | 82     | 63     | 49     | 31     | 20     | 44     | 60     | 91     | 93     | 60     | 239      | 194      | 95       | 244      | 772  |
| Giorni di pioggia                  | 6      | 6      | 6      | 6      | 6      | 4      | 3      | 4      | 4      | 6      | 7      | 5      | 17       | 18       | 11       | 17       | 63   |
| Eliofania assoluta (ore al giorno) | 3,7    | 4,5    | 5,4    | 6,1    | 6,7    | 7,7    | 8,9    | 7,7    | 6,3    | 5,6    | 3,9    | 3,8    | 4,0      | 6,1      | 8,1      | 5,3      | 5,9  |
| Vento (direzione-m/s)              | NE 5,2 | NE 5,6 | NE 5,3 | NE 5,0 | SW 4,2 | SE 4,0 | SW 3,7 | SW 3,8 | NE 4,1 | NE 4,5 | NE 4,3 | NE 5,3 | 5,4      | 4,8      | 3,8      | 4,3      | 4,6  |